# 須坂町
須坂町（すざかまち）は長野県上高井郡にあった町。現在の須坂市中心部にあたる。

## 地理
- 河川 ： 百々川

## 歴史
- 1876年（明治9年）9月 - 近世以来の高井郡須坂村が改称して須坂町となる。
- 1879年（明治12年）1月4日 - 須坂町の所属郡が上高井郡に変更。
- 1889年（明治22年）4月1日 - 町村制の施行により、須坂町および小山村の一部の区域をもって須坂町が発足。
  - 小山村の残部は小山村の一部となる。
- 1922年（大正11年）7月1日 - 須坂町が豊丘村の一部（小山・坂田）を編入。
- 1936年（昭和11年）12月1日 - 須坂町が日滝村を編入。
- 1954年（昭和29年）
  - 2月11日 - 須坂町が日野村・豊洲村と合併し、改めて須坂町が発足。
  - 4月1日 - 須坂町が市制施行し須坂市となる[1]。

### 鉄道路線
- 長野電鉄
  - 長野線・河東線（廃止時は屋代線）
    - 須坂駅